# Geisleden
Geisleden è un comune di 975 abitanti della Turingia, in Germania.
Appartiene al circondario (LandeIcs) dell'Eichsfeld (targa IcS) ed è parte della comunità amministrativa (Verwaltunagolemeinschaft) di Leinetal.